# Comida de avião

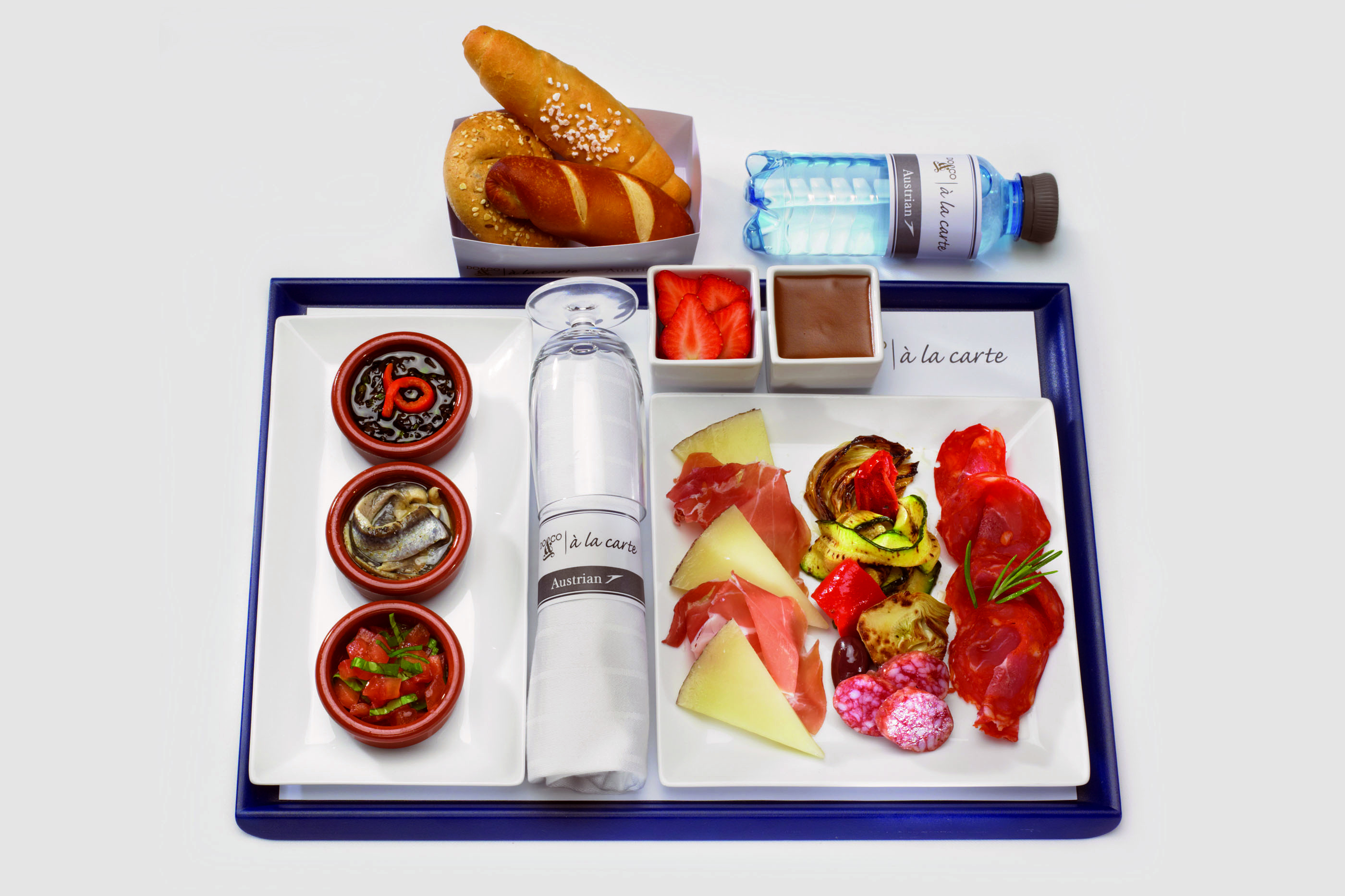
Uma refeição Do & Co à la carte servida a bordo dos voos da Austrian Airlines

Uma refeição aérea, comida aérea ou refeição a bordo é uma refeição servida aos passageiros a bordo de um avião comercial. Estas refeições são preparadas por serviços especializados de aprovisionamento de companhias aéreas e normalmente servidas aos passageiros através de um carrinho de serviço da companhia aérea .
Essas refeições variam muito em qualidade e quantidade nas diferentes companhias aéreas e classes de viagem . Eles variam de um simples lanche ou bebida na classe econômica de curta distância a uma refeição gourmet de sete pratos em um voo de longa distância na primeira classe . Os tipos de alimentos oferecidos também variam muito de país para país e, muitas vezes, incorporam elementos da culinária local, às vezes tanto dos países de origem quanto dos países de destino. Quando os preços das passagens foram regulamentados no mercado doméstico americano, a alimentação foi o principal meio pelo qual as companhias aéreas se diferenciaram.

## História
As primeiras refeições aéreas foram servidas pela Handley Page Transport, companhia aérea fundada em 1919, para atender a rota Londres – Paris em outubro do mesmo ano. Os passageiros podiam escolher entre uma seleção de sanduíches e frutas.
No final da década de 1920, a Western Air Express foi uma das primeiras companhias aéreas a servir refeições durante os voos nos Estados Unidos.

## Conteúdo

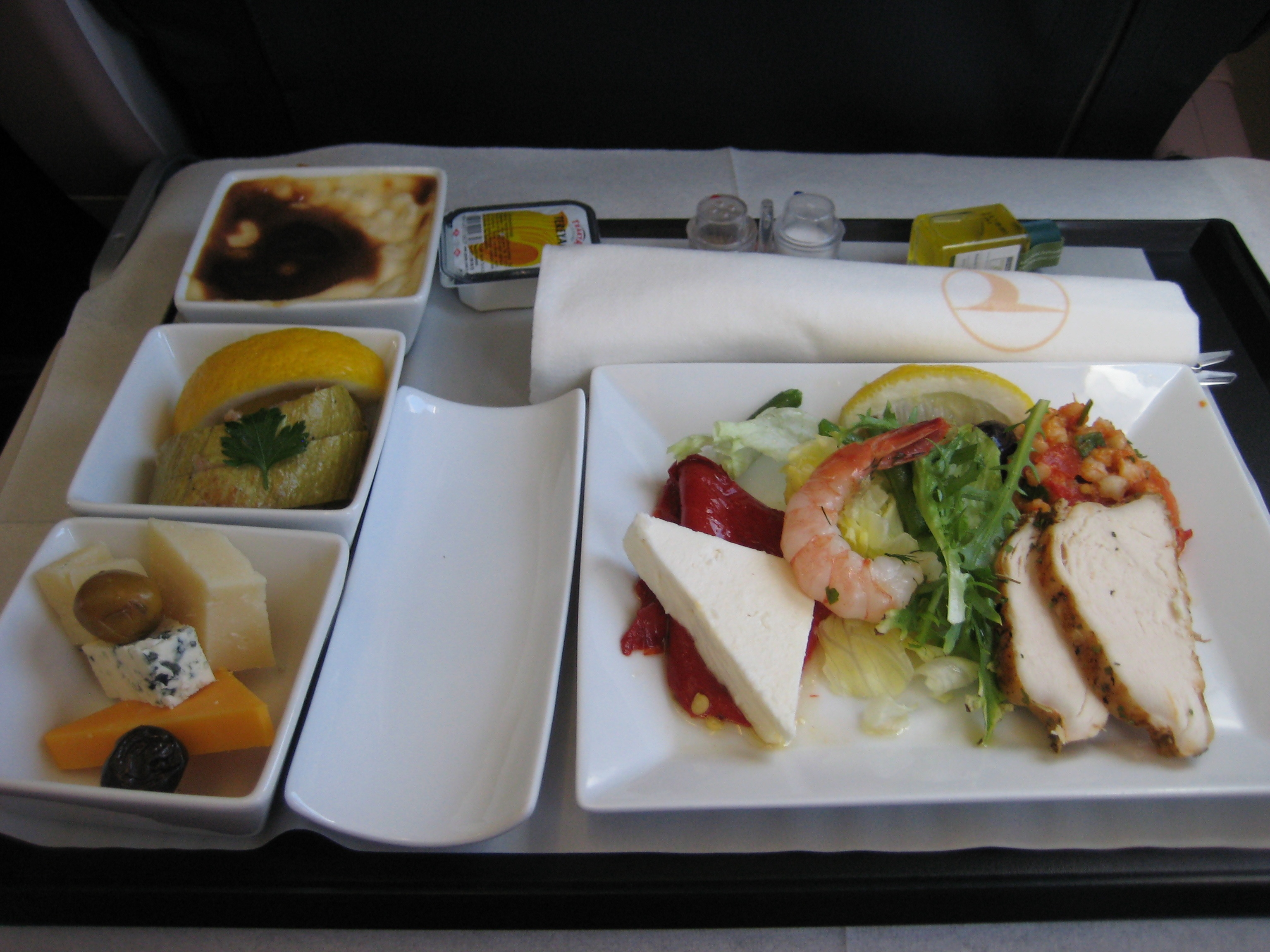
Refeição na classe executiva da Turkish Airlines em um voo de Istambul para o Cairo

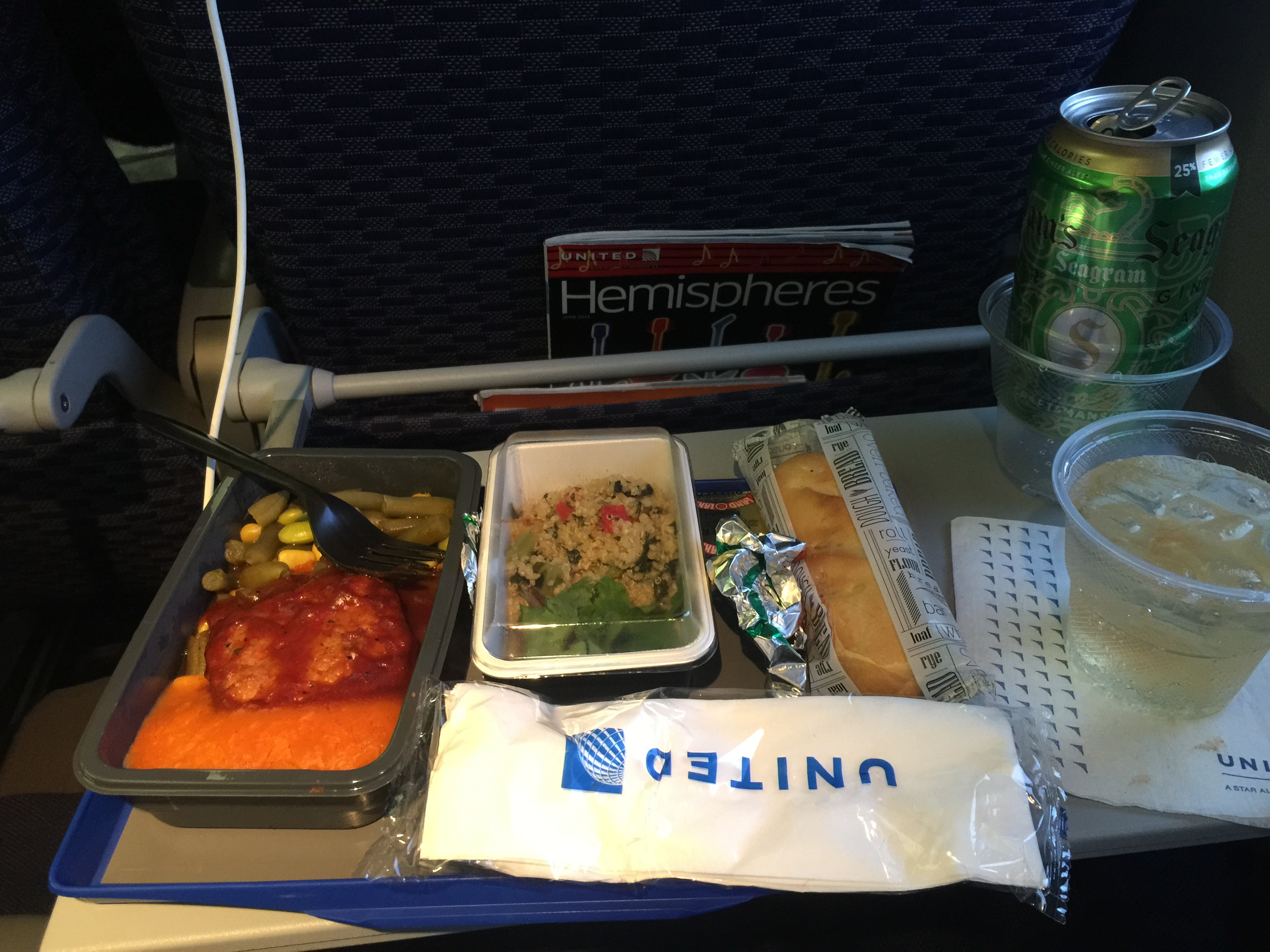
Uma refeição econômica internacional da United Airlines de Washington, DC para Zurique.

O tipo de alimentação varia dependendo da companhia aérea e da classe de viagem. As refeições podem ser servidas em uma bandeja ou em vários pratos sem bandeja e com toalha de mesa, talheres de metal e copos (geralmente na primeira classe ou na executiva). Frequentemente, a comida reflete a cultura do país em que a companhia aérea está localizada ou o país para o qual o avião está destinado (por exemplo, Refeições indianas, japonesas, chinesas ou ocidentais ).
O jantar da companhia aérea geralmente inclui carne (mais comumente frango ou carne bovina ), peixe ou macarrão; uma salada ou legumes ; um pãozinho pequeno (com manteiga ); e uma sobremesa . Os condimentos (geralmente sal, pimenta e açúcar ) são fornecidos em pequenos sachês ou saleiros .
Os fornecedores geralmente produzem refeições alternativas para passageiros com dietas restritivas. Geralmente, devem ser solicitados com pelo menos 24 horas de antecedência, às vezes no momento da compra da passagem. Alguns dos exemplos mais comuns incluem:
- Dietas culturais, como estilo turco, francês, italiano, chinês, japonês, coreano ou indiano .
- Refeições para bebês e crianças . Algumas companhias aéreas também oferecem refeições infantis, contendo alimentos que as crianças gostam, como feijão cozido, mini-hambúrgueres e cachorros-quentes .
- Dietas médicas, incluindo baixo/alto teor de fibras, baixo teor de gordura / colesterol, diabético, sem amendoim, sem lactose, baixo teor de sal / sódio, baixo teor de purina, baixo teor calórico, baixo teor de proteína, brando (não condimentado) e sem glúten refeições gratuitas .
- Dietas religiosas, incluindo kosher, halal e vegetariano hindu, budista e jainista .
- Refeições vegetarianas, normalmente definidas como refeições ovo-lacto ou veganas . Estas refeições podem seguir uma cozinha particular, como cozinha asiática ou cozinha ocidental.

### Comida halal
Para várias companhias aéreas islâmicas e do Oriente Médio, de acordo com os costumes islâmicos, todas as aulas e pratos no avião são servidos com uma refeição muçulmana com certificação Halal – sem carne de porco e álcool . Enquanto Emirates, Etihad Airways, Oman Air e Qatar Airways fornecem garrafas de vinho para passageiros não muçulmanos, a tripulação de cabine não entrega bebidas alcoólicas para que não violem os costumes islâmicos, a menos que os passageiros não muçulmanos o solicitem especificamente. A Turkish Airlines não serve refeições com carne de porco ou banha, mas especialmente durante voos internacionais, uma variedade de bebidas alcoólicas são servidas mediante solicitação. Como o Irã e a Arábia Saudita aplicam regulamentos rígidos da Sharia, as companhias aéreas desses países, por exemplo A Iran Air, a Mahan Air e a Saudi Airlines não entregam carne de porco ou bebidas alcoólicas, e todas as companhias aéreas que voam de ou para o Irã ou a Arábia Saudita estão proibidas de servir também. No entanto, o Garuda Indonesia serve bebidas alcoólicas (uísque, cerveja, champanhe e vinho) mediante solicitação.

### Comida kosher

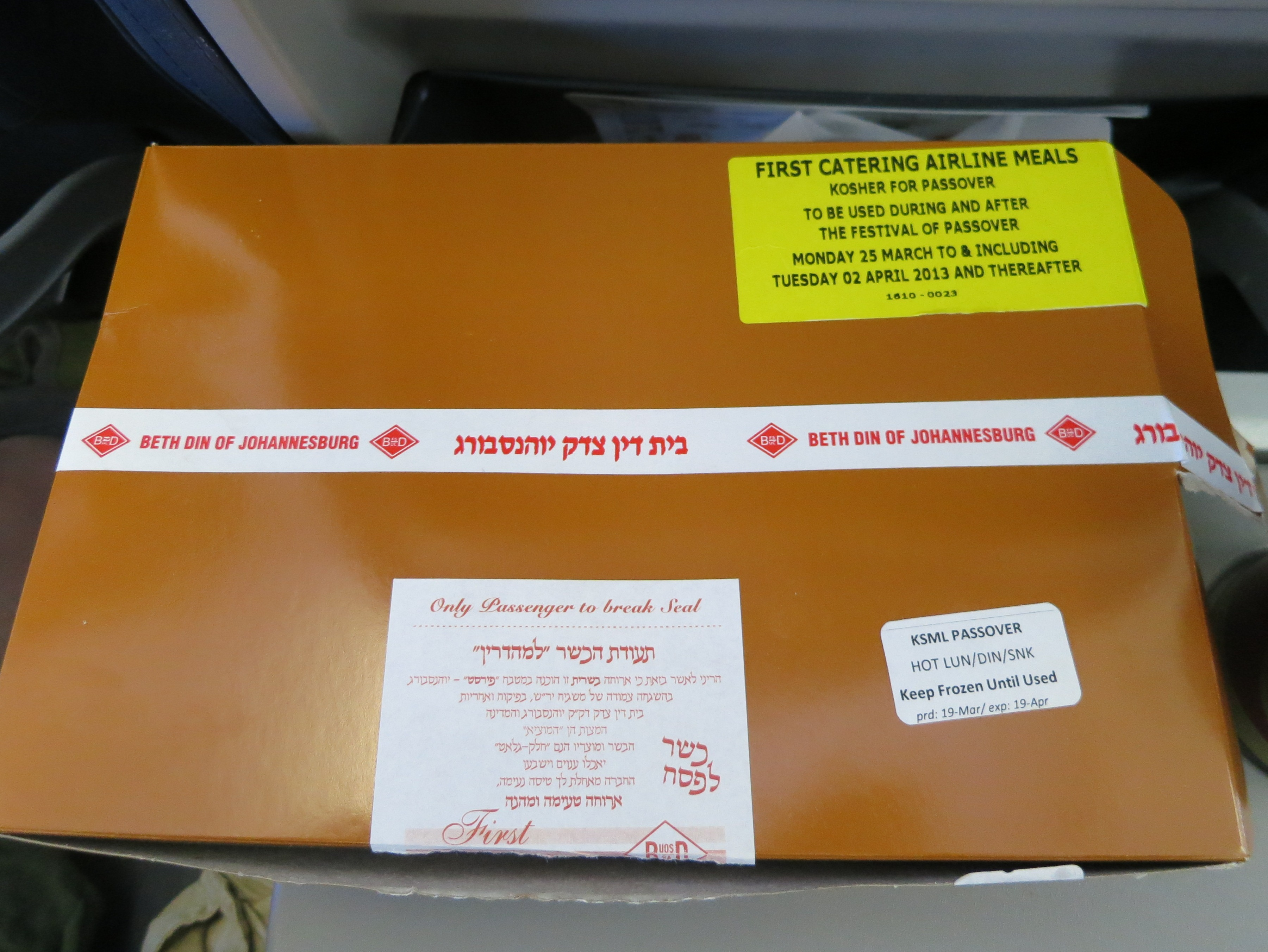
Refeição kosher a bordo aprovada pelo Beth din de Joanesburgo

No caso das companhias aéreas israelenses El Al, Arkia e Israir, todas as refeições servidas são certificadas como kosher pelos rabinos . Mesmo em destinos fora de Israel, os sky chefs devem ser supervisionados por rabinos para fazer refeições kosher e levar em seus aviões. Muitas outras companhias aéreas também fornecem refeições com certificação kosher, que compram de provedores externos certificados e são fornecidas aos passageiros lacradas. Estes podem conter alimentos em recipientes de papel alumínio com embalagem dupla que podem ser aquecidos no forno plano, juntamente com alimentos não kosher, sem quebrar as regras alimentares apropriadas.

### Talheres e utensílios de mesa
Antes dos ataques de 11 de setembro de 2001, os passageiros da primeira classe costumavam receber conjuntos completos de talheres de metal. Posteriormente, itens domésticos comuns foram avaliados mais de perto quanto ao seu potencial uso como armas em aeronaves, e os passageiros da primeira classe e da classe econômica ficaram restritos a utensílios de plástico. Algumas companhias aéreas mudaram de metal para talheres totalmente de plástico ou com cabo de plástico durante o surto de SARS em 2003, uma vez que o vírus SARS se transfere facilmente de pessoa para pessoa, e os talheres de plástico podem ser jogados fora após o uso. Muitas companhias aéreas mais tarde voltaram a usar talheres de metal. No entanto, algumas companhias aéreas, como Singapore Airlines, Qatar Airways, Japan Airlines, Emirates, Garuda Indonesia e Swiss International Air Lines, continuam a usar utensílios de metal mesmo na classe econômica a partir de 2019. No entanto, após a pandemia de COVID-19, a maioria das companhias aéreas voltou a usar principalmente talheres de plástico. 
Algumas companhias aéreas também adotaram talheres de plástico na classe econômica para recuperar os custos resultantes do roubo de passageiros, dos quais os talheres de metal tendem a ser um item comumente visado.

Em maio de 2010, foram levantadas preocupações na Austrália e na Nova Zelândia sobre suas respectivas companhias aéreas, Qantas e Air New Zealand, reutilizando seus talheres de plástico para voos internacionais entre 10 e 30 vezes antes da substituição. Ambas as companhias aéreas citaram economia de custos, quarentena internacional e meio ambiente como os motivos da escolha. Ambos também disseram que os talheres de plástico são lavados comercialmente e esterilizados antes de serem reutilizados. A reutilização de talheres de plástico é uma prática regular entre muitos aviões e fornecedores de alimentos .
Para a higiene, a maioria das refeições vem com guardanapo e lenço umedecido . Os passageiros da primeira classe e da classe executiva normalmente recebem toalhas quentes .

### Café da manhã

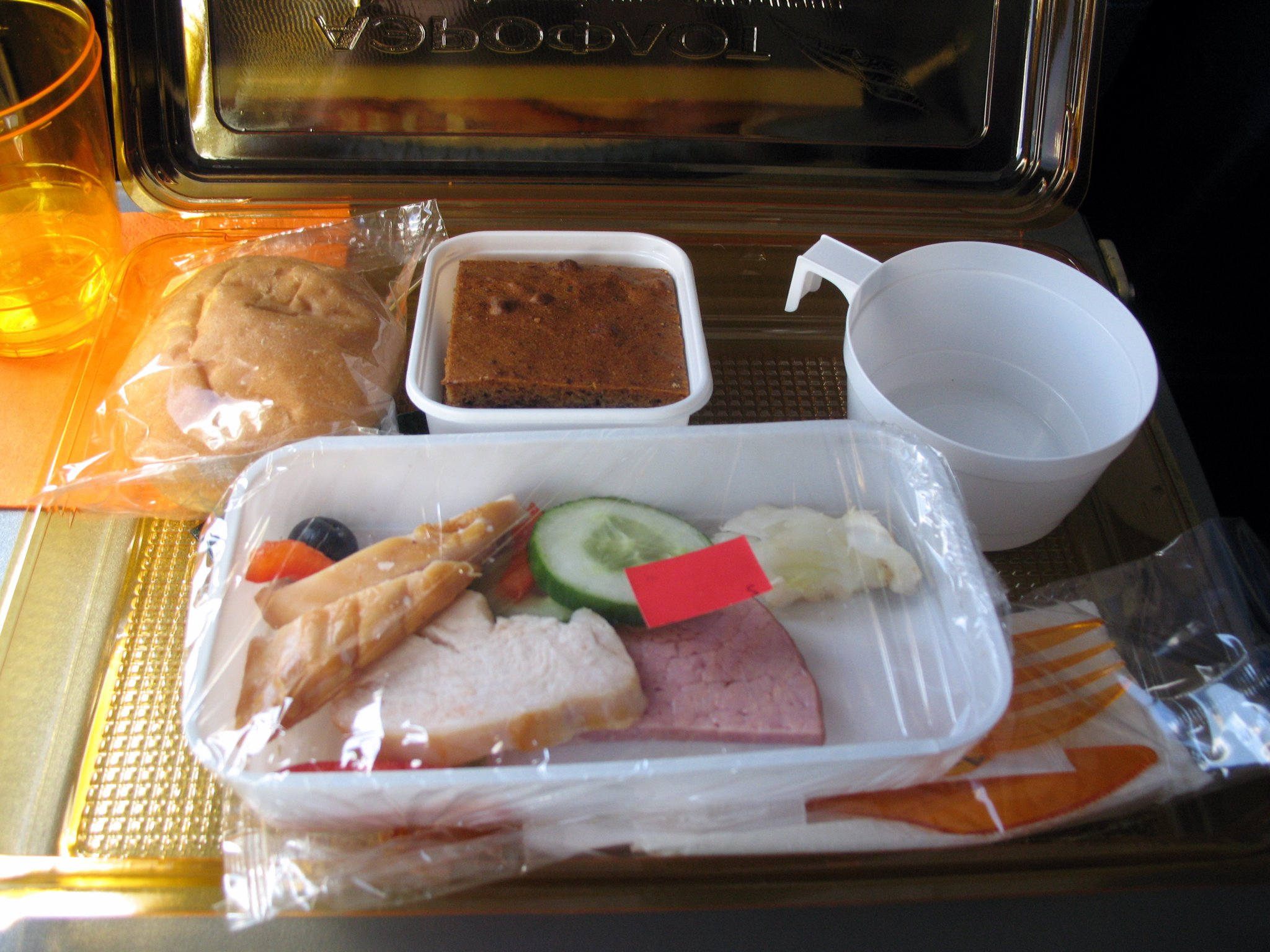
Café da manhã servido em um voo de curta distância da Aeroflot

Durante os voos da manhã, pode ser servido um pequeno café da manhã feito ou pequeno almoço continental . Em voos de longa distância (e voos de curta/média distância na Ásia), o café da manhã normalmente inclui uma entrada de panquecas ou ovos, alimentos fritos tradicionais como salsichas e tomates grelhados e, muitas vezes, muffins ou doces, frutas e cereais matinais à parte. Em voos mais curtos, um café da manhã continental, geralmente incluindo uma caixa em miniatura de cereal matinal, frutas e um muffin, pastelaria ou bagel . Café e chá também são oferecidos e, às vezes, chocolate quente .

## Custo
A comida a bordo de um voo costuma ser gratuita em companhias aéreas asiáticas de serviço completo e em quase todos os voos de longa distância, embora possa custar mais em companhias aéreas de baixo custo ou voos de companhias aéreas europeias de serviço completo. A qualidade também pode variar devido a mudanças na economia do setor aéreo.
Em voos internacionais de longa distância na primeira classe e na classe executiva, a maioria das companhias aéreas asiáticas e europeias servem refeições gourmet, enquanto as companhias tradicionais com sede nos EUA tendem a servir refeições com vários pratos, incluindo coquetel, aperitivo, sopa, salada, entrada (frango, carne, peixe ou massa), queijos com fruta e gelados . Alguns voos de longa distância na primeira classe e na classe executiva oferecem iguarias como caviar, champanhe e sorvete (intermezzo).
O custo e a disponibilidade de refeições nas companhias aéreas americanas mudaram consideravelmente nos últimos anos, pois as pressões financeiras forçaram algumas companhias aéreas a começar a cobrar pelas refeições ou abandoná-las completamente e substitui-las por lanches, como no caso da Southwest Airlines . A retirada dos pretzels gratuitos economizou US$ 2 milhões por ano para a Northwest. Atualmente, as principais companhias aéreas americanas ( American, Delta e United ) descontinuaram o serviço de refeição completa na classe econômica em voos de curta distância domésticos nos EUA e na América do Norte, mantendo-o na maioria das rotas intercontinentais; e pelo menos uma transportadora europeia, a Icelandair, também segue esta política em viagens intercontinentais.
A partir de 2018, todas as 4 principais companhias aéreas herdadas dos EUA agora oferecem lanches gratuitos a bordo na classe econômica. A United reintroduziu lanches gratuitos em fevereiro de 2016. A partir de abril de 2016, a American trouxe de volta os lanches gratuitos em todos os voos domésticos na classe econômica. Refeições gratuitas também estarão disponíveis em algumas rotas domésticas. A Delta e a Southwest já oferecem lanches gratuitos há anos.
A Air China informou que a refeição de cada voo doméstico exige RMB 50 (US$ 7,30), enquanto os voos internacionais exigem RMB 70 (US$ 10). No entanto, esse valor varia de companhia aérea para companhia aérea, já que alguns relataram custos tão baixos quanto US$ 3,50. A Air China também está minimizando os custos carregando apenas 95% de todas as refeições para reduzir as sobras e armazenando alimentos não perecíveis para emergências.
Em 1958, a Pan Am e várias companhias aéreas europeias entraram em uma disputa legal sobre se certos sanduíches de comida aérea contavam como uma "refeição".

## Preparo

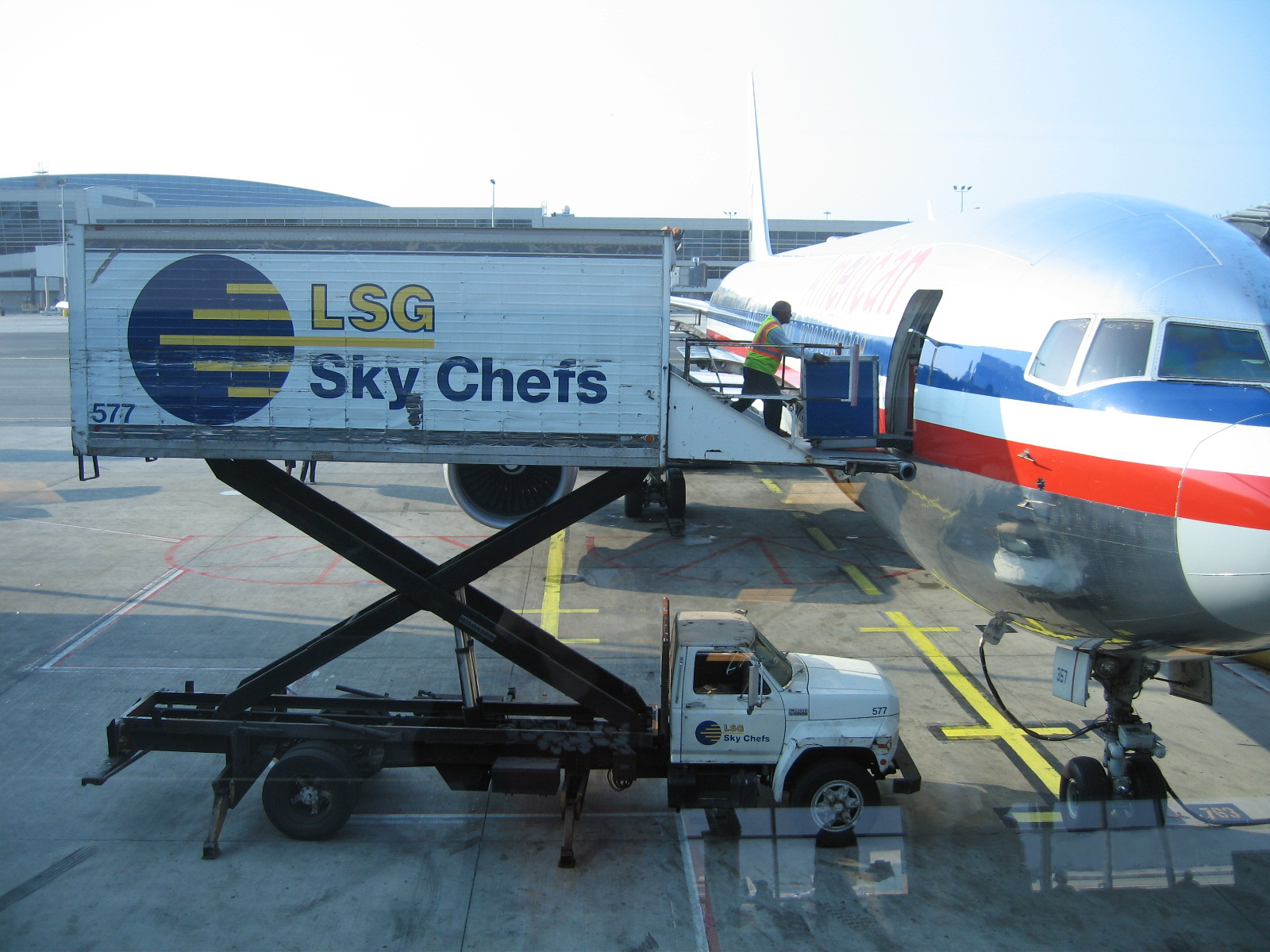
Comida sendo entregue a um Boeing 767 da American Airlines

As refeições geralmente devem ser preparadas no solo antes da decolagem. Guillaume de Syon, um professor de história do Albright College que escreveu sobre a história das refeições aéreas, disse que as altitudes mais altas alteram o sabor da comida e a função das papilas gustativas ; de acordo com de Syon, a comida pode ter um sabor "seco e sem sabor" devido à pressurização e os passageiros, sentindo sede devido à pressurização, podem beber álcool quando deveriam beber água. Testes mostraram que a percepção de sal e doçura cai 30% em grandes altitudes. A baixa umidade nas cabines das companhias aéreas também resseca o nariz, o que diminui os sensores olfativos, essenciais para degustar o sabor dos pratos. 
A segurança alimentar é fundamental na indústria de refeições para companhias aéreas. Um caso de intoxicação alimentar em massa entre os passageiros de um avião pode ter consequências desastrosas. Por exemplo, em 20 de fevereiro de 1992, o voo 386 da Aerolíneas Argentinas serviu camarão contaminado com cólera . Um passageiro idoso morreu e outros passageiros adoeceram. Por esta razão, empresas de refeições e companhias aéreas trabalharam juntas para fornecer um conjunto de diretrizes específicas para as necessidades de catering de companhias aéreas. As Diretrizes Mundiais de Segurança Alimentar para provisões de Companhias Aéreas são oferecidas gratuitamente pela International Flight Service Association.